# Limbella
Limbella là một chi rêu trong họ Neckeraceae.